# Oudinat el cadi
L’oudinat el cadi est un plat traditionnel algérien.

## Origine et étymologie
Ce plat est originaire de la ville de Sidi Ferruch, située non loin d'Alger. En arabe algérien oudinat el cadi signifie « oreilles du juge ».

## Description
Ce mets à base de viande de mouton hachée, de pâtes papillon, de petits pois et parfumé à la cannelle célèbre l'arrivée du printemps dans la ville de Sidi Ferruch. Il s'agit en fait de boulettes de viande hachée assaisonnées puis disposées sur le plat de pâtes.